# ألبرت رامزي
ألبرت رامزي (بالإنجليزية: Albert Ramsey)‏ هو صحفي ومحامي أمريكي، ولد في 1813، وتوفي في 1869.